# Baron St. Just
Baron St. Just, of St. Just in Penwith in the County of Cornwall, war ein erblicher britischer Adelstitel in der Peerage of the United Kingdom.
Der Titel wurde am 29. Juni 1911 für den Bankier Edward Grenfell geschaffen. Er war ein Cousin des William Grenfell, 1. Baron Desborough.
Der Titel erlosch beim Tod seines Sohnes, des 2. Barons, am 14. Oktober 1984.

## Liste der Barons St. Just (1935)
- Edward Charles Grenfell, 1. Baron St. Just (1870–1941)
- Peter George Grenfell, 2. Baron St. Just (1922–1984)